# Un Crăciun printre străini
Un Crăciun printre străini (engleză: Surviving Christmas) este un film de comedie din 2004 regizat de Mike Mitchell cu Ben Affleck, James Gandolfini și Christina Applegate în rolurile principale. În ciuda faptului că este un film de Crăciun, DreamWorks SKG a lansat filmul la sfârșitul lui octombrie 2004 pentru a nu se suprapune cu un film al lui Affleck, Cecul sau viața, care era programat să aibă premiera în decembrie 2003. Filmul a avut recenzii negative și încasări slabe. A fost lansat pe DVD la doar 21 decembrie 2004 la două luni după premiera cinematografică.

## Distribuție
- Ben Affleck – Drew Latham
- James Gandolfini – Tom Valco
- Christina Applegate – Alicia Valco
- Catherine O'Hara – Christine Valco
- Josh Zuckerman – Brian Valco
- Bill Macy – Doo-Dah/Saul
- Jennifer Morrison – Missy Vanglider
- Udo Kier – Heinrich
- David Selby – Horace Vanglider
- Stephanie Faracy – Letitia Vanglider
- Stephen Root – Dr. Freeman
- Sy Richardson – Doo-Dah Understudy
- Tangie Ambrose – Kathryn
- John 'B.J.' Bryant – Cabbie
- Peter Jason – Suit
- Ray Buffer – Arnie
- Phill Lewis – Levine the Lawyer